# 1992年冬季残疾人奥林匹克运动会芬兰代表团
1992年冬季残疾人奥林匹克运动会芬兰代表团是芬兰派出的1992年冬季残疾人奥林匹克运动会代表团。获得7枚金牌、3枚银牌和4枚铜牌。